# 立花未来王
立花 未来王（たちばな みきお、1976年5月11日 - ）は、埼玉県出身の漫画家。本名および旧名は、蛭田 未来雄（ひるた みきお）。
ダイナミックプロ所属。父は、漫画家の蛭田充。

## 経歴・賞歴
- 1998年	永井豪のアシスタントになる。
- 2000年	マガジンZ　第2回永井豪新人大賞　優秀賞授賞
- 2002年 チャンピオンRED新人賞　佳作授賞
- 2003年 ボンボンニューアーティスト大賞　ストーリー部門　奨励賞授賞。
- 2004年	1月「やきとり魔人くん」（講談社コミックボンボン2004年2月号）でデビュー。
- 2005年	ペンネームを蛭田未来雄から立花未来王に改名。

## 作品リスト
- やきとり魔人くん
- 機械惑星ガラクタニア
- マジンガー乙女
- 三国志に聞け！